# Gracie Pfost
Gracie Bowers Pfost (* 12. März 1906 in Harrison, Arkansas; † 11. August 1965 in Baltimore, Maryland) war eine US-amerikanische Politikerin. Zwischen 1953 und 1963 vertrat sie den ersten Wahlbezirk des Bundesstaates Idaho im US-Repräsentantenhaus.

## Werdegang
Im Jahr 1911 zog Gracie Pfost mit ihren Eltern auf eine Farm in Idaho. Dort besuchte sie die öffentlichen Schulen und dann die Link’s Business University in Boise. Danach war sie zwei Jahre lang als Lebensmittelchemikerin, mit dem Schwerpunkt auf Milchprodukten, tätig. Pfost wurde Mitglied der Demokratischen Partei. Zwischen 1929 und 1939 war sie bei der Verwaltung des Canyon County in Idaho in verschiedenen Positionen angestellt. Von 1941 bis 1951 war sie Kämmerer in diesem Bezirk. Seit 1951 war sie auch im Immobiliengeschäft tätig.
Zwischen 1944 und 1960 war Gracie Pfost Delegierte auf allen Democratic National Conventions dieser Zeit. Im Jahr 1950 kandidierte sie erfolglos gegen den Republikaner John Travers Wood für einen Sitz im US-Repräsentantenhaus. 1952 schaffte sie dann den Sprung als Abgeordnete in den Kongress. Nach einigen Wiederwahlen konnte sie ihr Mandat zwischen dem 3. Januar 1953 und dem 3. Januar 1963 ausüben. Für die Wahlen des Jahres 1962 wurde sie von ihrer Partei nicht mehr nominiert. Stattdessen kandidierte sie in einer durch den Tod von Henry Dworshak notwendig gewordenen Nachwahl für den US-Senat, wobei sie nur knapp mit 49:51 Prozent der Wählerstimmen dem früheren Gouverneur Len Jordan unterlag.
Nach dem Ende ihrer Zeit im Kongress arbeitete Gracie Pfost für die Federal Housing Administration, eine Behörde der Bundesregierung. Sie starb im August 1965 im Johns Hopkins Hospital in Baltimore.